# Liga Siatkówki Kobiet (2005/2006)
Liga Siatkówki Kobiet 2005/2006 – organizowane przez Profesjonalną Ligę Piłki Siatkowej SA (PLPS SA) zmagania najwyższej w hierarchii klasy żeńskich ligowych rozgrywek siatkarskich w Polsce, będących jednocześnie najwyższym szczeblem centralnym (I poziom ligowy). Toczone systemem kołowym z fazą play-off i play-out na zakończenie sezonu i przeznaczone dla 10 najlepszych polskich klubów piłki siatkowej. 70. edycja rozgrywek o tytuł Mistrzyń Polski, po raz 1. prowadzona w formie ligi zawodowej.
Przed rozpoczęciem sezonu 2005/2006 zarządzanie rozgrywkami najwyższej klasy ligowej żeńskiej siatkówki rozpoczęła PLPS SA, która 17 sierpnia 2005 przejęła to prawo od Polskiego Związku Piłki Siatkowej, na mocy umowy podpisanej z klubami. W związku z tym rozgrywki najwyższego szczebla zmieniły nazwę z I liga seria A na Liga Siatkówki Kobiet (LSK).
Swój faktyczny żywot LSK rozpoczęła podczas oficjalnej inauguracji premierowej edycji – 22 października 2005 w Poznaniu, meczem pierwszej kolejki sezonu 2005/2006, pomiędzy tamtejszym AZS AWF i Gwardią Wrocław, wygranym przez gospodynie 3:0 (25:21, 25:22, 25:22).

## System rozgrywek
- Etap I – dwurundowa faza zasadnicza, przeprowadzona w formule ligowej, systemem kołowym (tj. „każdy z każdym – mecz i rewanż”);
- Etap II – faza play-off (3 rundy).

## Drużyny uczestniczące
| \| \| Uczestnicy poprzedniej edycji \| \| \| \| --------------------------------------------------------------------------------------------------------------------------------------------------------------------------------- \| ----------------------------- \| - \| --- \| \| KAL \| Grześki Kalisz \| 1 \| LM \| \| BYD \| Centrostal Bydgoszcz \| 2 \| TT \| \| PIŁ \| PTPS Nafta Gaz Piła \| 3 \| CEV \| \| BIE \| BKS Stal Bielsko-Biała \| 4 \| CEV \| \| WRO \| Gwardia Wrocław \| 5 \| \| \| POZ \| Swarzędz Meble AZS AWF Poznań \| 6 \| \| \| MIE \| Stal Mielec \| 7 \| \| \| MUS \| Muszynianka Muszyna \| 8 \| \| \| MYŚ \| Dalin Myślenice \| 9 \| \| \| \| Awans z I ligi \| \| \| \| SZC \| Piast Szczecin \| 1 \| \| \| Oznaczenia: - kolumna pierwsza – skróty nazw drużyn wpisane na mapie (jeśli ta została zamieszczona), - kolumna trzecia – miejsce zajęte przez daną drużynę w poprzednim sezonie. \| \| \| \| | BIEPOZKALMIEBYDPIŁWROMYŚMUSSZC Lokalizacja klubów |   |     |
| | Uczestnicy poprzedniej edycji                     |   |     |
| KAL | Grześki Kalisz                                    | 1 | LM  |
| BYD | Centrostal Bydgoszcz                              | 2 | TT  |
| PIŁ | PTPS Nafta Gaz Piła                               | 3 | CEV |
| BIE | BKS Stal Bielsko-Biała                            | 4 | CEV |
| WRO | Gwardia Wrocław                                   | 5 |     |
| POZ | Swarzędz Meble AZS AWF Poznań                     | 6 |     |
| MIE | Stal Mielec                                       | 7 |     |
| MUS | Muszynianka Muszyna                               | 8 |     |
| MYŚ | Dalin Myślenice                                   | 9 |     |
| | Awans z I ligi                                    |   |     |
| SZC | Piast Szczecin                                    | 1 |     |
| Oznaczenia: - kolumna pierwsza – skróty nazw drużyn wpisane na mapie (jeśli ta została zamieszczona), - kolumna trzecia – miejsce zajęte przez daną drużynę w poprzednim sezonie. |                                                   |   |     |

## Rozgrywki

### Faza zasadnicza

#### Tabela wyników
| Gospodarz \ Gość1      | KAL | PIŁ | BYD | BIE | MUS | MYŚ | WRO | MIE | POZ | SZC |
| ---------------------- | --- | --- | --- | --- | --- | --- | --- | --- | --- | --- |
| Grześki Kalisz         | -   | 2:3 | 3:0 | 3:1 | 3:0 | 3:0 | 3:0 | 3:2 | 3:0 | 3:0 |
| PTPS Nafta Gaz Piła    | 2:3 | -   | 3:0 | 3:2 | 3:1 | 3:0 | 3:0 | 3:0 | 3:1 | 3:0 |
| Centrostal Bydgoszcz   | 3:1 | 2:3 | -   | 3:0 | 3:0 | 3:2 | 3:0 | 3:1 | 3:0 | 3:0 |
| BKS Stal Bielsko-Biała | 1:3 | 1:3 | 3:1 | -   | 3:2 | 3:0 | 3:0 | 3:0 | 3:0 | 3:0 |
| Muszynianka Muszyna    | 1:3 | 2:3 | 0:3 | 3:1 | -   | 3:0 | 3:1 | 3:0 | 3:1 | 3:0 |
| Dalin Myślenice        | 0:3 | 1:3 | 1:3 | 1:3 | 3:2 | -   | 3:0 | 3:0 | 3:0 | 2:3 |
| Gwardia Wrocław        | 1:3 | 1:3 | 1:3 | 3:2 | 1:3 | 0:3 | -   | 3:1 | 3:0 | 3:2 |
| Stal Mielec            | 1:3 | 0:3 | 0:3 | 0:3 | 0:3 | 3:1 | 2:3 | -   | 3:1 | 3:1 |
| AZS AWF Poznań         | 0:3 | 2:3 | 1:3 | 0:3 | 0:3 | 3:0 | 3:0 | 3:0 | -   | 3:0 |
| Piast Szczecin         | 1:3 | 0:3 | 0:3 | 0:3 | 3:0 | 2:3 | 2:3 | 0:3 | 3:0 | -   |

Źródło: http://wyniki.siatka.org/ligi-polskie/2005-2006/liga-siatkowki-kobiet/runda-zasadnicza/all
1 Drużyna gospodarzy jest wymieniona po lewej stronie tabeli.
Kolory:
  zwycięstwo gospodarzy 3:0 lub 3:1
  zwycięstwo gospodarzy 3:2
  zwycięstwo gości 3:0 lub 3:1
  zwycięstwo gości 3:2

#### Terminarz i wyniki
|  |  | 1. kolejka |  |
|  |  | ---------- |  |

| 22.10. 2005 | Piast Szczecin | 1:3 (25:20, 15:25, 25:27, 22:25) | Grześki Kalisz |

| 22.10. 2005 | Dalin Equus Myślenice | 1:3 (18:25, 26:24, 19:25, 12:25) | Centrostal Focus Park Bydgoszcz |

| 22.10. 2005 | Muszynianka Fakro Muszyna | 2:3 (16:25, 21:25, 25:22, 25:15, 9:15) | Nafta-Gaz Piła |

| 22.10. 2005 | Stal Mielec | 0:3 (21:25, 32:34, 13:25) | Stal Bielsko-Biała |

| 22.10. 2005 | AZS-AWF Poznań | 3:0 (25:21, 25:22, 25:22) | ZEC SV Gwardia Wrocław |

|  |  | 2. kolejka |  |
|  |  | ---------- |  |

| 29.10. 2005 | AZS-AWF Poznań | 3:0 (25:21, 25:17, 25:18) | Piast Szczecin |

| 29.10. 2005 | ZEC SV Gwardia Wrocław | 3:1 (25:20, 20:25, 25:14, 25:18) | Stal Mielec |

| 29.10. 2005 | Stal Bielsko-Biała | 3:2 (18:25, 25:19, 13:25, 25:18, 15:9) | Muszynianka Fakro Muszyna |

| 29.10. 2005 | Nafta-Gaz Piła | 3:0 (25:11, 27:25, 25:19) | Dalin Equus Myślenice |

| 29.10. 2005 | Centrostal Focus Park Bydgoszcz | 3:1 (25:19, 25:9, 18:25, 25:21) | Grześki Kalisz |

|  |  | 3. kolejka |  |
|  |  | ---------- |  |

| 25.10. 2005 | Dalin Equus Myślenice | 1:3 (25:21, 21:25, 18:25, 15:25) | Stal Bielsko-Biała |

| 5.11. 2005 | Piast Szczecin | 0:3 (26:28, 16:25, 18:25) | Centrostal Focus Park Bydgoszcz |

| 5.11. 2005 | Muszynianka Fakro Muszyna | 3:1 (25:18, 23:25, 27:25, 25:17) | ZEC SV Gwardia Wrocław |

| 5.11. 2005 | Stal Mielec | 3:1 (25:22, 25:21, 23:25, 25:22) | AZS-AWF Poznań |

| 29.10. 2005 | Grześki Kalisz | 2:3 (25:20, 25:16, 16:25, 18:25, 7:15) | Nafta-Gaz Piła |

|  |  | 4. kolejka |  |
|  |  | ---------- |  |

| 26.11. 2005 | Stal Mielec | 3:1 (26:24, 25:23, 22:25, 26:24) | Piast Szczecin |

| 26.11. 2005 | ZEC SV Gwardia Wrocław | 0:3 (23:25, 14:25, 17:25) | Dalin Equus Myślenice |

| 26.11. 2005 | Stal Bielsko-Biała | 1:3 (25:12, 21:25, 17:25, 12:25) | Grześki Kalisz |

| 26.11. 2005 | AZS-AWF Poznań | 0:3 (20:25, 13:25, 21:25) | Muszynianka Fakro Muszyna |

| 25.01 2006 | Nafta-Gaz Piła | 3:0 (25:20, 25:21, 25:19) | Centrostal Focus Park Bydgoszcz |

|  |  | 5. kolejka |  |
|  |  | ---------- |  |

| 3.12. 2005 | Centrostal Focus Park Bydgoszcz | 3:0 (25:23, 25:21, 25:19) | Stal Bielsko-Biała |

| 3.12. 2005 | Grześki Kalisz | 3:0 (25:21, 25:12, 25:22) | ZEC SV Gwardia Wrocław |

| 3.12. 2005 | Dalin Equus Myślenice | 3:0 (25:18, 25:16, 25:21) | AZS-AWF Poznań |

| 3.12. 2005 | Muszynianka Fakro Muszyna | 3:0 (25:17, 25:8, 25:13) | Stal Mielec |

| 4.12. 2005 | Nafta-Gaz Piła | 3:0 (25:15, 25:14, 25:15) | Piast Szczecin |

|  |  | 6. kolejka |  |
|  |  | ---------- |  |

| 10.12. 2005 | Muszynianka Fakro Muszyna | 3:0 (25:17, 25:19, 25:20) | Piast Szczecin |

| 10.12. 2005 | Stal Mielec | 3:1 (22:25, 25:15, 25:17, 25:23) | Dalin Equus Myślenice |

| 10.12. 2005 | AZS-AWF Poznań | 0:3 (17:25, 22:25, 16:25) | Grześki Kalisz |

| 10.12. 2005 | ZEC SV Gwardia Wrocław | 1:3 (21:25, 25:21, 17:25, 18:25) | Centrostal Focus Park Bydgoszcz |

| 11.12. 2005 | Nafta-Gaz Piła | 3:2 (20:25, 32:30, 30:28, 24:26, 15:13) | Stal Bielsko-Biała |

|  |  | 7. kolejka |  |
|  |  | ---------- |  |

| 17.12. 2005 | Piast Szczecin | 0:3 (10:25, 13:25, 17:25) | Stal Bielsko-Biała |

| 17.12. 2005 | ZEC SV Gwardia Wrocław | 1:3 (18:25, 13:25, 25:22, 16:25) | Nafta-Gaz Piła |

| 17.12. 2005 | Centrostal Focus Park Bydgoszcz | 3:0 (25:20, 25:15, 25:21) | AZS-AWF Poznań |

| 17.12. 2005 | Grześki Kalisz | 3:2 (23:25, 25:20, 25:20, 18:25, 15:11) | Stal Mielec |

| 17.12. 2005 | Dalin Equus Myślenice | 3:2 (25:20, 25:20, 24:26, 20:25, 15:9) | Muszynianka Fakro Muszyna |

|  |  | 8. kolejka |  |
|  |  | ---------- |  |

| 20.01. 2006 | Dalin Equus Myślenice | 2:3 (24:26, 25:19, 22:25, 25:22, 14:16) | Piast Szczecin |

| 20.01. 2006 | Muszynianka Fakro Muszyna | 1:3 (13:25, 14:25, 25:23, 24:26) | Grześki Kalisz |

| 20.01. 2006 | Stal Mielec | 0:3 (16:25, 14:25, 17:25) | Centrostal Focus Park Bydgoszcz |

| 20.01. 2006 | AZS-AWF Poznań | 2:3 (25:23, 22:25, 12:25, 25:23, 16:18) | Nafta-Gaz Piła |

| 20.01. 2006 | Stal Bielsko-Biała | 3:0 (25:18, 25:19, 25:16) | ZEC SV Gwardia Wrocław |

|  |  | 9. kolejka |  |
|  |  | ---------- |  |

| 14.01. 2006 | Piast Szczecin | 2:3 (25:13, 17:25, 14:25, 25:22, 11:15) | ZEC SV Gwardia Wrocław |

| 14.01. 2006 | Stal Bielsko-Biała | 3:0 (25:19, 25:14, 25:21) | AZS-AWF Poznań |

| 14.01. 2006 | Nafta-Gaz Piła | 3:0 (25:15, 25:10, 25:15) | Stal Mielec |

| 14.01. 2006 | Centrostal Focus Park Bydgoszcz | 3:0 (25:18, 25:13, 28:26) | Muszynianka Fakro Muszyna |

| 14.01. 2006 | Grześki Kalisz | 3:0 (25:12, 25:15, 25:17) | Dalin Equus Myślenice |

|  |  | 10. kolejka |  |
|  |  | ----------- |  |

| 21.01. 2006 | Grześki Kalisz | 3:0 (25:17, 25:18, 25:17) | Piast Szczecin |

| 21.01. 2006 | Centrostal Focus Park Bydgoszcz | 3:2 (23:25, 25:22, 23:25, 25:22, 15:13) | Dalin Equus Myślenice |

| 21.01. 2006 | Nafta-Gaz Piła | 3:1 (25:11, 25:21, 16:25, 25:21) | Muszynianka Fakro Muszyna |

| 21.01. 2006 | Stal Bielsko-Biała | 3:0 (25:21, 26:24, 25:23) | Stal Mielec |

| 21.01. 2006 | ZEC SV Gwardia Wrocław | 3:0 (25:20, 25:23, 25:18) | AZS-AWF Poznań |

|  |  | 11. kolejka |  |
|  |  | ----------- |  |

| 28.01. 2006 | Piast Szczecin | 3:0 (25:21, 25:21, 25:22) | AZS-AWF Poznań |

| 28.01. 2006 | Stal Mielec | 2:3 (25:18, 20:25, 18:25, 25:16, 13:15) | ZEC SV Gwardia Wrocław |

| 28.01. 2006 | Muszynianka Fakro Muszyna | 3:1 (22:25, 25:21, 25:22, 25:19) | Stal Bielsko-Biała |

| 28.01. 2006 | Dalin Equus Myślenice | 1:3 (18:25, 25:23, 16:25, 20:25) | Nafta-Gaz Piła |

| 28.01. 2006 | Grześki Kalisz | 3:0 (25:19, 25:21, 25:21) | Centrostal Focus Park Bydgoszcz |

|  |  | 12. kolejka |  |
|  |  | ----------- |  |

| 4.02. 2006 | Centrostal Focus Park Bydgoszcz | 3:0 (25:19, 25:14, 25:19) | Piast Szczecin |

| 4.02. 2006 | Nafta-Gaz Piła | 2:3 (20:25, 25:21, 25:20, 20:25, 14:16) | Grześki Kalisz |

| 4.02. 2006 | Stal Bielsko-Biała | 3:0 (25:20, 25:22, 25:12) | Dalin Equus Myślenice |

| 4.02. 2006 | ZEC SV Gwardia Wrocław | 1:3 (13:25, 25:20, 17:25, 22:25) | Muszynianka Fakro Muszyna |

| 4.02. 2006 | Swarzędz Meble S.A. AZS AWF Poznań | 3:0 (25:19, 25:21, 35:33) | Stal Mielec |

|  |  | 13. kolejka |  |
|  |  | ----------- |  |

| 11.02. 2006 | Piast Szczecin | 0:3 (20:25, 17:25, 16:25) | Stal Mielec |

| 11.02. 2006 | Muszynianka Fakro Muszyna | 3:1 (25:19, 25:15, 22:25, 25:21) | Swarzędz Meble S.A. AZS AWF Poznań |

| 11.02. 2006 | Dalin Equus Myślenice | 3:0 (30:28, 25:19, 27:25) | ZEC SV Gwardia Wrocław |

| 11.02. 2006 | Grześki Kalisz | 3:1 (23:25, 25:23, 25:17, 25:17) | Stal Bielsko-Biała |

| 11.02. 2006 | Centrostal Focus Park Bydgoszcz | 2:3 (25:21, 25:22, 23:25, 16:25, 12:15) | Nafta-Gaz Piła |

|  |  | 14. kolejka |  |
|  |  | ----------- |  |

| 18.02. 2006 | Piast Szczecin | 0:3 (20:25, 13:25, 15:25) | Nafta-Gaz Piła |

| 18.02. 2006 | Stal Bielsko-Biała | 3:1 (19:25, 25:19, 25:18, 25:21) | Centrostal Focus Park Bydgoszcz |

| 18.02. 2006 | ZEC SV Gwardia Wrocław | 1:3 (25:18, 20:25, 18:25, 17:25) | Grześki Kalisz |

| 18.02. 2006 | Swarzędz Meble S.A. AZS AWF Poznań | 3:0 (25:15, 25:22, 25:22) | Dalin Equus Myślenice |

| 18.02. 2006 | Stal Mielec | 0:3 (19:25, 18:25, 17:25) | Muszynianka Fakro Muszyna |

|  |  | 15. kolejka |  |
|  |  | ----------- |  |

| 25.02. 2006 | Piast Szczecin | 3:0 (25:20, 25:17, 25:22) | Muszynianka Fakro Muszyna |

| 25.02. 2006 | Dalin Equus Myślenice | 3:0 (25:21, 25:19, 25:20) | Stal Mielec |

| 25.02. 2006 | Grześki Kalisz | 3:0 (25:23, 25:13, 25:19) | Swarzędz Meble S.A. AZS AWF Poznań |

| 25.02. 2006 | Centrostal Focus Park Bydgoszcz | 3:0 (25:16, 25:11, 25:23) | ZEC SV Gwardia Wrocław |

| 25.02. 2006 | Stal Bielsko Biała | 1:3 (25:18, 22:25, 22:25, 23:25) | Nafta-Gaz Piła |

|  |  | 16. kolejka |  |
|  |  | ----------- |  |

| 4.03. 2006 | Stal Bielsko-Biała | 3:0 (25:16, 25:18, 25:14) | Piast Szczecin |

| 4.03. 2006 | Nafta-Gaz Piła | 3:0 (25:19, 25:19, 25:19) | ZEC SV Gwardia Wrocław |

| 4.03. 2006 | AZS-AWF Poznań | 1:3 (23:25, 23:25, 25:17, 12:25) | Centrostal Focus Park Bydgoszcz |

| 4.03. 2006 | Stal Mielec | 1:3 (25:22, 22:25, 12:25, 17:25) | Grześki Kalisz |

| 4.03. 2006 | Muszynianka Fakro Muszyna | 3:0 (25:19, 25:19, 25:14) | Dalin Equus Myślenice |

|  |  | 17. kolejka |  |
|  |  | ----------- |  |

| 11.03. 2006 | Piast Szczecin | 2:3 (27:25, 22:25, 16:25, 25:23, 9:15) | Dalin Equus Myślenice |

| 11.03. 2006 | Grześki Kalisz | 3:0 (25:23, 25:22, 25:16) | Muszynianka Fakro Muszyna |

| 11.03. 2006 | Centrostal Focus Park Bydgoszcz | 3:1 (25:16, 23:25, 25:17, 25:12) | Stal Mielec |

| 11.03. 2006 | Nafta-Gaz Piła | 3:1 (25:21, 18:25, 25:20, 25:20) | Swarzędz Meble S.A. AZS AWF Poznań |

| 11.03. 2006 | ZEC SV Gwardia Wrocław | 3:2 (22:25, 25:15, 14:25, 26:24, 15:12) | Stal Bielsko-Biała |

|  |  | 18. kolejka |  |
|  |  | ----------- |  |

| 18.03. 2006 | ZEC SV Gwardia Wrocław | 3:2 (23:25, 25:14, 18:25, 25:18, 17:15) | Piast Szczecin |

| 18.03. 2006 | Swarzędz Meble S.A. AZS AWF Poznań | 0:3 (21:25, 23:25, 19:25) | Stal Bielsko-Biała |

| 18.03. 2006 | Stal Mielec | 0:3 (15:25, 25:27, 14:25) | Nafta-Gaz Piła |

| 18.03. 2006 | Muszynianka Fakro Muszyna | 0:3 (22:25, 39:41, 21:25) | Centrostal Focus Park Bydgoszcz |

| 18.03. 2006 | Dalin Equus Myślenice | 0:3 (21:25, 23:25, 19:25) | Grześki Goplana Kalisz |

#### Tabela
| Lp. | Drużyna                | Pkt | Mecze | Mecze | Mecze | Rodzaj wyniku | Rodzaj wyniku | Rodzaj wyniku | Rodzaj wyniku | Rodzaj wyniku | Rodzaj wyniku | Sety | Sety | Sety  | Małe punkty | Małe punkty | Małe punkty |
| Lp. | Drużyna                | Pkt | M     | W     | P     | 3:0           | 3:1           | 3:2           | 2:3           | 1:3           | 0:3           | wyg. | prz. | stos. | zdob.       | str.        | stos.       |
| --- | ---------------------- | --- | ----- | ----- | ----- | ------------- | ------------- | ------------- | ------------- | ------------- | ------------- | ---- | ---- | ----- | ----------- | ----------- | ----------- |
| 1   | Grześki Kalisz         | 47  | 18    | 16    | 2     | 8             | 6             | 2             | 1             | 1             | 0             | 51   | 16   | 3.19  | 1549        | 1321        | 1.17        |
| 2   | PTPS Nafta Gaz Piła    | 47  | 18    | 17    | 1     | 7             | 5             | 5             | 1             | 0             | 0             | 53   | 18   | 2.94  | 1651        | 1382        | 1.19        |
| 3   | Centrostal Bydgoszcz   | 42  | 18    | 14    | 4     | 8             | 5             | 1             | 1             | 1             | 2             | 45   | 19   | 2.37  | 1529        | 1329        | 1.15        |
| 4   | BKS Stal Bielsko-Biała | 34  | 18    | 11    | 7     | 8             | 2             | 1             | 2             | 4             | 1             | 41   | 25   | 1.64  | 1518        | 1377        | 1.1         |
| 5   | Muszynianka Muszyna    | 30  | 18    | 9     | 9     | 5             | 4             | 0             | 3             | 2             | 4             | 35   | 31   | 1.13  | 1469        | 1399        | 1.05        |
| 6   | Dalin Myślenice        | 18  | 18    | 6     | 12    | 4             | 0             | 2             | 2             | 4             | 6             | 26   | 40   | 0.65  | 1386        | 1495        | 0.93        |
| 7   | Gwardia Wrocław        | 14  | 18    | 6     | 12    | 1             | 1             | 4             | 0             | 5             | 7             | 23   | 45   | 0.51  | 1394        | 1542        | 0.9         |
| 8   | Stal Mielec            | 14  | 18    | 4     | 14    | 1             | 3             | 0             | 2             | 3             | 9             | 19   | 45   | 0.42  | 1314        | 1526        | 0.86        |
| 9   | AZS AWF Poznań         | 13  | 18    | 4     | 14    | 4             | 0             | 0             | 1             | 4             | 9             | 18   | 42   | 0.43  | 1260        | 1424        | 0.88        |
| 10  | Piast Szczecin         | 11  | 18    | 3     | 15    | 2             | 0             | 1             | 3             | 2             | 10            | 17   | 47   | 0.36  | 1238        | 1513        | 0.82        |

Źródło: http://wyniki.siatka.org/ligi-polskie/2005-2006/liga-siatkowki-kobiet/runda-zasadnicza/all
Punktacja: 3:0 i 3:1 – 3 pkt; 3:2 – 2 pkt; 2:3 – 1 pkt; 1:3 i 0:3 – 0 pkt
Zasady ustalania kolejności: 1. liczba punktów; 2. stosunek setów; 3. stosunek małych punktów; 4. bilans w bezpośrednich meczach
     play-off
     play-out

### Play-off

#### I runda
(do 3 zwycięstw)
| Data       | Drużyna 1            | Wynik | Drużyna 2            | Sety                              |
| ---------- | -------------------- | ----- | -------------------- | --------------------------------- |
| 2006-03-31 | Grześki Kalisz       | 3:0   | Stal Mielec          | 25:16, 25:20, 25:16               |
| 2006-04-01 | Grześki Kalisz       | 3:0   | Stal Mielec          | 25:17, 25:18, 25:20               |
| 2006-04-07 | Stal Mielec          | 0:3   | Grześki Kalisz       | 22:25, 19:25, 20:25               |
|            |                      |       |                      |                                   |
| 2006-04-01 | Nafta-Gaz Piła       | 3:0   | Gwardia Wrocław      | 25:17, 25:17, 25:14               |
| 2006-04-02 | Nafta-Gaz Piła       | 3:0   | Gwardia Wrocław      | 25:18, 25:20, 25:16               |
| 2006-04-07 | Gwardia Wrocław      | 0:3   | Nafta-Gaz Piła       | 17:25, 20:25, 20:25               |
|            |                      |       |                      |                                   |
| 2006-03-31 | Centrostal Bydgoszcz | 3:0   | Dalin Myślenice      | 25:17, 25:21, 25:18               |
| 2006-04-01 | Centrostal Bydgoszcz | 3:0   | Dalin Myślenice      | 25:16, 25:17, 30:28               |
| 2006-04-08 | Dalin Myślenice      | 0:3   | Centrostal Bydgoszcz | 15:25, 15:25, 19:25               |
|            |                      |       |                      |                                   |
| 2006-04-01 | Stal Bielsko-Biała   | 1:3   | Muszynianka Muszyna  | 17:25, 25:23, 21:25, 23:25        |
| 2006-04-02 | Stal Bielsko-Biała   | 0:3   | Muszynianka Muszyna  | 24:26, 22:25, 15:25               |
| 2006-04-09 | Muszynianka Muszyna  | 3:2   | Stal Bielsko-Biała   | 24:26, 16:25, 25:23, 25:18, 18:16 |

#### II runda
Mecze o miejsca 1-4
(do 3 zwycięstw)
| Data       | Drużyna 1            | Wynik | Drużyna 2            | Sety                              |
| ---------- | -------------------- | ----- | -------------------- | --------------------------------- |
| 2006-04-21 | Grześki Kalisz       | 3:2   | Muszynianka Muszyna  | 25:22, 25:19, 21:25, 19:25, 15:11 |
| 2006-04-22 | Grześki Kalisz       | 1:3   | Muszynianka Muszyna  | 23:25, 19:25, 27:25, 17:25        |
| 2006-04-29 | Muszynianka Muszyna  | 0:3   | Grześki Kalisz       | 16:25, 22:25, 16:25               |
| 2006-04-30 | Muszynianka Muszyna  | 3:2   | Grześki Kalisz       | 25:13, 17:25, 18:25, 26:24, 15:13 |
| 2006-05-03 | Grześki Kalisz       | 1:3   | Muszynianka Muszyna  | 21:25, 25:23, 15:25, 17:25        |
|            |                      |       |                      |                                   |
| 2006-04-22 | Nafta-Gaz Piła       | 3:0   | Centrostal Bydgoszcz | 25:16, 28:26, 25:21               |
| 2006-04-23 | Nafta-Gaz Piła       | 3:2   | Centrostal Bydgoszcz | 25:23, 27:29, 25:15, 23:25, 15:11 |
| 2006-04-29 | Centrostal Bydgoszcz | 0:3   | Nafta-Gaz Piła       | 24:26, 18:25, 19:25               |

Mecze o miejsca 5-8
(do 2 zwycięstw)
| Data       | Drużyna 1          | Wynik | Drużyna 2          | Sety                              |
| ---------- | ------------------ | ----- | ------------------ | --------------------------------- |
| 2006-04-21 | Stal Mielec        | 0:3   | Stal Bielsko-Biała | 13:25, 23:25, 24:26               |
| 2006-04-28 | Stal Bielsko-Biała | 3:0   | Stal Mielec        | 25:17, 25:21, 25:13               |
|            |                    |       |                    |                                   |
| 2006-04-22 | Gwardia Wrocław    | 3:2   | Dalin Myślenice    | 18:25, 25:20, 25:17, 25:27, 15:12 |
| 2006-04-28 | Dalin Myślenice    | 1:3   | Gwardia Wrocław    | 21:25, 26:24, 21:25, 21:25        |

#### III runda
Mecze o 7. miejsce
(do 2 zwycięstw)
| Data       | Drużyna 1       | Wynik | Drużyna 2       | Sety                       |
| ---------- | --------------- | ----- | --------------- | -------------------------- |
| 2006-05-05 | Stal Mielec     | 3:1   | Dalin Myślenice | 25:21, 25:16, 21:25, 25:21 |
| 2006-05-12 | Dalin Myślenice | 3:0   | Stal Mielec     | 25:21, 25:9, 25:17         |
| 2006-05-13 | Dalin Myślenice | 3:1   | Stal Mielec     | 23:25, 25:14, 25:14, 25:17 |

Mecze o 5. miejsce
(do 2 zwycięstw)
| Data       | Drużyna 1          | Wynik | Drużyna 2          | Sety                             |
| ---------- | ------------------ | ----- | ------------------ | -------------------------------- |
| 2006-05-06 | Stal Bielsko-Biała | 3:2   | Gwardia Wrocław    | 28:30, 25:16, 25:18, 22:25, 15:4 |
| 2006-05-12 | Gwardia Wrocław    | 0:3   | Stal Bielsko-Biała | 23:25, 22:25, 9:25               |

##### Mecze o 3. miejsce
(do 3 zwycięstw)
| Data       | Drużyna 1            | Wynik | Drużyna 2            | Sety                       |
| ---------- | -------------------- | ----- | -------------------- | -------------------------- |
| 2006-05-06 | Grześki Kalisz       | 3:0   | Centrostal Bydgoszcz | 25:16, 25:23, 25:23        |
| 2006-05-07 | Grześki Kalisz       | 3:0   | Centrostal Bydgoszcz | 26:24, 25:21, 26:24        |
| 2006-05-13 | Centrostal Bydgoszcz | 3:1   | Grześki Kalisz       | 26:24, 22:25, 25:23, 25:21 |
| 2006-05-14 | Centrostal Bydgoszcz | 3:1   | Grześki Kalisz       | 21:25, 25:22, 25:15, 25:18 |
| 2006-05-17 | Grześki Kalisz       | 3:1   | Centrostal Bydgoszcz | 25:19, 25:22, 22:25, 25:23 |

##### Finał
(do 3 zwycięstw)
| Data       | Drużyna 1           | Wynik | Drużyna 2           | Sety                              |
| ---------- | ------------------- | ----- | ------------------- | --------------------------------- |
| 2006-05-06 | Nafta-Gaz Piła      | 2:3   | Muszynianka Muszyna | 25:22, 25:22, 22:25, 19:25, 10:15 |
| 2006-05-07 | Nafta-Gaz Piła      | 3:1   | Muszynianka Muszyna | 25:22, 17:25, 25:13, 25:14        |
| 2006-05-13 | Muszynianka Muszyna | 3:0   | Nafta-Gaz Piła      | 25:20, 25:19, 25:11               |
| 2006-05-14 | Muszynianka Muszyna | 3:2   | Nafta-Gaz Piła      | 20:25, 23:25, 25:18, 25:18, 16:14 |

### Play-out
(do 4 zwycięstw)
| Data       | Drużyna 1      | Wynik | Drużyna 2      | Sety                              |
| ---------- | -------------- | ----- | -------------- | --------------------------------- |
| 2006-04-01 | AZS AWF Poznań | 3:1   | Piast Szczecin | 25:17, 23:25, 25:19, 25:21        |
| 2006-04-08 | Piast Szczecin | 2:3   | AZS AWF Poznań | 8:25, 25:18, 22:25, 26:24, 13:15  |
| 2006-04-22 | AZS AWF Poznań | 3:2   | Piast Szczecin | 16:25, 20:25, 25:23, 25:17, 15:13 |
| 2006-04-23 | AZS AWF Poznań | 3:1   | Piast Szczecin | 16:25, 25:15, 25:20, 25:22        |

### Baraże o LSK
(do 3 zwycięstw)
| Data       | Drużyna 1             | Wynik | Drużyna 2             | Sety                              |
| ---------- | --------------------- | ----- | --------------------- | --------------------------------- |
| 2006-05-15 | AZS AWF Poznań        | 3:0   | MMKS Dąbrowa Górnicza | 25:18, 25:21, 25:20               |
| 2006-05-16 | AZS AWF Poznań        | 3:0   | MMKS Dąbrowa Górnicza | 25:19, 25:22, 25:20               |
| 2006-05-20 | MMKS Dąbrowa Górnicza | 3:2   | AZS AWF Poznań        | 25:23, 23:25, 25:23, 18:25, 15:9  |
| 2006-05-21 | MMKS Dąbrowa Górnicza | 2:3   | AZS AWF Poznań        | 25:18, 14:25, 26:24, 25:27, 10:15 |

## Klasyfikacja końcowa
| Lp. | Drużyna                |
| --- | ---------------------- |
| 1   | Muszynianka Muszyna    |
| 2   | PTPS Nafta Gaz Piła    |
| 3   | Grześki Kalisz         |
| 4   | Centrostal Bydgoszcz   |
| 5   | BKS Stal Bielsko-Biała |
| 6   | Gwardia Wrocław        |
| 7   | Dalin Myślenice        |
| 8   | Stal Mielec            |
| 9   | AZS AWF Poznań         |
| 10  | Piast Szczecin         |

     Liga Mistrzyń
     Puchar CEV
     Puchar Top Teams
     baraż z 2. zespołem serii B
     spadek do serii B

## Składy
| Numer | Nazwisko             | Wzrost    | Pozycja      |
| ----- | -------------------- | --------- | ------------ |
| 1     | Anna Barańska        | 178       | atakująca    |
| 2     | Edyta Kucharska      | 183       | atakująca    |
| 3     | Anna Woźniakowska    | 180       | przyjmująca  |
| 4     | Ewelina Toborek      | 185       | środkowa     |
| 6     | Katarzyna Styskal    | 170       | libero       |
| 7     | Olga Owczynnikowa    | 179       | rozgrywająca |
| 8     | Marta Kuehn          | 167       | libero       |
| 9     | Marta Pluta          | 183       | rozgrywająca |
| 10    | Filipowa Strashimira | 195       | środkowa     |
| 12    | Yulyia Kutsko        | 192       | atakująca    |
| 14    | Maria Liktoras       | 191       | środkowa     |
|       | Wojciech Lalek       | I trener  | I trener     |
|       | Mariusz Pieczonka    | II trener | II trener    |

| Numer | Nazwisko              | Wzrost    | Pozycja      |
| ----- | --------------------- | --------- | ------------ |
| 1     | Katarzyna Mróz        | 194       | środkowa     |
| 2     | Ewa Kowalkowska       | 182       | atakująca    |
| 3     | Aleksandra Liniarska  | 188       | środkowa     |
| 4     | Magdalena Godos       | 181       | rozgrywająca |
| 5     | Karolina Ciaszkiewicz | 184       | przyjmująca  |
| 6     | Justyna Łunkiewicz    | 180       | przyjmująca  |
| 7     | Marzena Wilczyńska    | 180       | przyjmująca  |
| 8     | Michalina Jagodzińska | 170       | libero       |
| 9     | Alicja Szajek         | 185       | przyjmująca  |
| 10    | Joanna Kuligowska     | 180       | przyjmująca  |
| 11    | Joanna Frąckowiak     | 184       | atakująca    |
| 12    | Monika Naczk          | 187       | środkowa     |
| 13    | Katarzyna Wysocka     | 184       | libero       |
| 14    | Agnieszka Śrutowska   | 178       | rozgrywająca |
| 15    | Jolanta Studzienna    | 185       | środkowa     |
|       | Piotr Makowski        | I trener  | I trener     |
|       | Waldemar Sagan        | II trener | II trener    |

| Numer | Nazwisko             | Wzrost   | Pozycja      |
| ----- | -------------------- | -------- | ------------ |
| 1     | Anna Manikowska      | 176      | rozgrywająca |
| 2     | Mariola Zenik        | 175      | libero       |
| 3     | Natalia Wardzińska   | 178      | przyjmująca  |
| 4     | Anita Chojnacka      | 184      | przyjmująca  |
| 5     | Izabela Bełcik       | 185      | rozgrywająca |
| 6     | Agnieszka Bednarek   | 185      | środkowa     |
| 7     | Katarzyna Wysocka    | 182      | środkowa     |
| 8     | Eleonora Dziękiewicz | 185      | atakująca    |
| 9     | Tina Lipicer         | 184      | przyjmująca  |
| 10    | Beata Strządała      | 190      | atakująca    |
| 11    | Natalia Karwulska    | 177      | przyjmująca  |
| 12    | Agnieszka Kosmatka   | 188      | atakująca    |
|       | Jerzy Matlak         | I trener | I trener     |

| Numer | Nazwisko              | Wzrost    | Pozycja      |
| ----- | --------------------- | --------- | ------------ |
| 1     | Mariola Barszcz       | 163       | libero       |
| 2     | Joanna Staniucha      | 184       | atakująca    |
| 3     | Iwona Niedźwiedzka    | 185       | środkowa     |
| 3     | Małgorzata Cieśla     | 189       | atakująca    |
| 4     | Milena Sadurek        | 178       | rozgrywająca |
| 5     | Karolina Kosek        | 184       | atakująca    |
| 7     | Anna Podolec          | 193       | przyjmująca  |
| 8     | Katarzyna Skorupa     | 183       | rozgrywająca |
| 9     | Katarzyna Jaszewska   | 181       | atakująca    |
| 10    | Paulina Maj           | 167       | libero       |
| 11    | Agata Mróz            | 192       | środkowa     |
| 12    | Katarzyna Gajgał      | 190       | środkowa     |
|       | Zbigniew Krzyżanowski | I trener  | I trener     |
|       | Jacek Skrok           | II trener | II trener    |

| Numer | Nazwisko              | Wzrost    | Pozycja      |
| ----- | --------------------- | --------- | ------------ |
| 2     | Katarzyna Mroczkowska | 181       | środkowa     |
| 3     | Wioletta Szkudlarek   | 193       | skrzydłowa   |
| 4     | Joanna Kowalska       | 184       | środkowa     |
| 5     | Joanna Koprowska      | 178       | środkowa     |
| 6     | Marzena Rybicka       | 170       | przyjmująca  |
| 7     | Małgorzata Lubera     | 183       | środkowa     |
| 9     | Anna Wiśniewska       | 175       | rozgrywająca |
| 10    | Bogumiła Barańska     | 180       | skrzydłowa   |
| 11    | Agnieszka Jagiełło    | 167       | libero       |
| 12    | Małgorzata Kupisz     | 170       | rozgrywająca |
| 13    | Paulina Gomułka       | 184       | skrzydłowa   |
|       | Rafał Błaszczyk       | I trener  | I trener     |
|       | Robert Kubisz         | II trener | II trener    |

| Numer | Nazwisko             | Wzrost    | Pozycja      |
| ----- | -------------------- | --------- | ------------ |
| 1     | Ewa Ślusarz          | 189       | rozgrywająca |
| 2     | Sylwia Pycia         | 189       | środkowa     |
| 3     | Marta Natanek        | 179       | przyjmująca  |
| 4     | Katarzyna Wellna     | 184       | atakująca    |
| 5     | Yana Gromyko         | 180       | przyjmująca  |
| 6     | Dominika Koczorowska | 186       | środkowa     |
| 7     | Małgorzata Stępień   | 181       | środkowa     |
| 8     | Izabela Żebrowska    | 189       | atakująca    |
| 9     | Elżbieta Nykiel      | 183       | przyjmująca  |
| 10    | Agata Szulc          | 172       | rozgrywająca |
| 11    | Agata Sawicka        | 181       | libero       |
|       | Roman Murdza         | I trener  | I trener     |
|       | Henryk Skrobański    | II trener | II trener    |

| Numer | Nazwisko            | Wzrost    | Pozycja      |
| ----- | ------------------- | --------- | ------------ |
| 1     | Lucia Torokova      | 187       | rozgrywająca |
| 3     | Iwona Waligóra      | 183       | skrzydłowa   |
| 6     | Dominika Żóltańska  | 183       | skrzydłowa   |
| 7     | Agata Turbak        | 182       | środkowa     |
| 8     | Dorota Wilk         | 177       | rozgrywająca |
| 10    | Magdalena Kobiela   | 182       | środkowa     |
| 11    | Agata Wilk          | 170       | skrzydłowa   |
| 12    | Katarzyna Ząbek     | 174       | libero       |
| 13    | Gabriela Tomasekova | 182       | środkowa     |
| 14    | Małgorzata Plebanek | 183       | skrzydłowa   |
| 16    | Marta Wrzesińska    | 180       | skrzydłowa   |
|       | Jacek Wiśniewski    | I trener  | I trener     |
|       | Igor Ostrowski      | II trener | II trener    |

| Numer | Nazwisko           | Wzrost    | Pozycja      |
| ----- | ------------------ | --------- | ------------ |
| 2     | Dorota Pykosz      | 180       | środkowa     |
| 3     | Marlena Mieszała   | 187       | środkowa     |
| 4     | Maja Soja          | 180       | przyjmująca  |
| 5     | Anna Szydełko      | 189       | środkowa     |
| 6     | Dominika Sieradzan | 180       | atakująca    |
| 7     | Ewa Cabajewska     | 176       | rozgrywająca |
| 8     | Magdalena Banecka  | 173       | libero       |
| 9     | Milena Rosner      | 180       | przyjmująca  |
| 10    | Joanna Mirek       | 186       | przyjmująca  |
| 12    | Natalia Bamber     | 186       | przyjmująca  |
| 13    | Monika Smak        | 173       | rozgrywająca |
| 14    | Magdalena Klóska   | 171       | libero       |
|       | Bogdan Serwiński   | I trener  | I trener     |
|       | Grzegorz Jeżowski  | II trener | II trener    |

| Numer | Nazwisko                | Wzrost    | Pozycja      |
| ----- | ----------------------- | --------- | ------------ |
| 1     | Katarzyna Tondera       | 176       | rozgrywająca |
| 2     | Dorota Ściurka          | 180       | przyjmująca  |
| 3     | Agnieszka Lehman-Dybała | 181       | środkowa     |
| 4     | Sylwia Wojcieska        | 194       | środkowa     |
| 5     | Karolina Olczyk         | 170       | rozgrywająca |
| 7     | Marta Chuchro           | 181       | atakująca    |
| 8     | Magdalena Saad          | 168       | libero       |
| 9     | Katarzyna Jarczewska    | 184       | uniwersalna  |
| 10    | Katarzyna Ostrowska     | 178       | przyjmująca  |
| 11    | Ewelina Dązbłaż         | 182       | środkowa     |
|       | Jerzy Bicz              | I trener  | I trener     |
|       | Leszek Knapik           | II trener | II trener    |

| Numer | Nazwisko            | Wzrost | Pozycja      |
| ----- | ------------------- | ------ | ------------ |
| 1     | Monika Bryczkowska  | 180    | przyjmująca  |
| 2     | Anna Róg            | 183    | przyjmująca  |
| 3     | Karolina Kowalska   | 174    | przyjmująca  |
| 4     | Irina Archangielska | 175    | rozgrywająca |
| 5     | Paulina Dutkiewicz  | 193    | środkowa     |
| 6     | Marlena Twaróg      | 177    | środkowa     |
| 7     | Joanna Kuchczyńska  | 170    | libero       |
| 8     | Katarzyna Bury      | 182    | atakująca    |
| 9     | Patrycja Krenc      | 182    | przyjmująca  |
| 10    | Paulina Chojnacka   | 183    | atakująca    |
| 12    | Kinga Kasprzak      | 188    | przyjmująca  |
| 13    | Marta Szymańska     | 178    | rozgrywająca |
| 15    | Ewa Kwiatkowska     | 179    | środkowa     |

## Transfery
| SSK Grześki Kalisz | SSK Grześki Kalisz |
| Przychodzą | Odchodzą |
| --- | --- |
| Anna Barańska(Gwardia Wrocław) Ewelina Toborek(SMS Sosnowiec) Katarzyna Styskal(Nafta Piła) Strashimira Filipova(CSKA Sofia) Yuliya Kutsko(Nafta Piła) | trener Alojzy Świderek(reprezentacja Polski) Kremena Trifonowa(Club Voleibol Benidorm) Katarzyna Sielicka(Stal Bielsko-Biała) Karolina Pazderska(MMKS Dąbrowa Górnicza) Kathleen Olsovsky(Roma Pallavolo) |
| w trakcie sezonu | |
| trener Igor Prieložný(Jastrzębski Węgiel) Izabela Żebrowska(AZS AWF Poznań)                                                                            | trener Wojciech Lalek(AZS AWF Poznań) |

| KS Centrostal Focus Park Bydgoszcz                                                                      | KS Centrostal Focus Park Bydgoszcz                       |
| Przychodzą                                                                                              | Odchodzą                                                 |
| --- | -------------------------------------------------------- |
| Alicja Szajek(Gedania Gdańsk) Agnieszka Śrutowska(Stal Bielsko-Biała) Jolanta Studzienna(OMS SH Senica) | Irina Bajdiuk(koniec kariery) Dominika Leśniewicz(urlop) |

| PTPS Nafta-Gaz Piła | PTPS Nafta-Gaz Piła |
| Przychodzą | Odchodzą |
| --- | --- |
| trener Jerzy Matlak(Stal Mielec) Agnieszka Bednarek(SMS Sosnowiec) Mariola Zenik(Volley Modena) Katarzyna Wysocka(Stal Mielec) Anna Manikowska(AZS Białystok/Legionovia) Tina Lipicer(Hit Casinň Nova Gorica) | / Irina Starzyńska(VBC Eburon Tongeren) Katarzyna Styskal(Winiary Kalisz) Katarzyna Skorupa(Stal Bielsko-Biała) Katarzyna Skowrońska(Minetti Volley Vicenza) Nicole Davis(szuka klubu) Gabriela Buławczyk(kontuzja) Milena Rosner(Muszynianka) |

| BKS Stal Bielsko-Biała | BKS Stal Bielsko-Biała |
| Przychodzą | Odchodzą |
| --- | --- |
| II trener Jacek Skrok Katarzyna Sielicka-Jaszewska(Calisia Kalisz) Karolina Kosek(Dalin Myślenice) Katarzyna Skorupa(Nafta Piła) Małgorzata Cieśla(SMS Sosnowiec) Paulina Maj(Sparta Złotów) | Ljuba Jagodina(Volero Zurrich) Edyta Rzenno(Legionovia) Agnieszka Śrutowska(Centrostal Bydgoszcz) Elżbieta Nykiel(AZS AWF Poznań) Joanna Szeszko(AZS Białystok) Iwona Waligóra(Stal Mielec) |

| wardia Wrocław | wardia Wrocław |
| Przychodzą | Odchodzą |
| --- | --- |
| Małgorzata Lubera(Zawisza Sulechów) Marzena Rybicka(Olimpia Jawor) Anna Wiśniewska(AZS Ostrowiec Św.) Natalia Żeleznikowa | Anna Barańska(Winiary Kalisz) Natalia Bamber(Muszynianka) Joanna Kaczor(wyjazd do USA) Ewa Naryniecka(koniec kariery) Agata Dawidowicz |

| AZS AWF Poznań                                                                      | AZS AWF Poznań                                                                             |
| Przychodzą                                                                          | Odchodzą                                                                                   |
| ----------------------------------------------------------------------------------- | ------------------------------------------------------------------------------------------ |
| Elżbieta Nykiel(Stal Bielsko-Biała) Agata Szulc(rezerwy) Marta Natanek(Stal Mielec) | Kinga Baran(Skra Bełchatów) Monika Trała(wyjazd za granicę) Magdalena Banecka(Muszynianka) |

| KPSK Stal Mielec | KPSK Stal Mielec |
| Przychodzą | Odchodzą |
| --- | --- |
| Marta Wrzesińska(Dalin Myślenice) Dominika Żółtańska(AZS Ostrowiec Św.) Iwona Waligóra(Stal Bielsko-Biała) Gabriela Tomašeková(Slavia Bratysława) Lucia Töröková(Slavia Bratislawa) Małgorzata Plebanek(ŁKS Łódź) | trener Jerzy Matlak(Nafta Piła) Ewa Cabajewska(Muszynianka Muszyna) Swietłana Pugaczowa(szuka klubu) Marta Natanek(AZS AWF Poznań) Andrea Pavelková(OSM Senica) Małgorzata Lis(OSM Senica) Anna Kicior(koniec kariery) Katarzyna Wysocka(Nafta Piła) |

| Muszynianka Fakro Muszyna | Muszynianka Fakro Muszyna                                                                |
| Przychodzą | Odchodzą                                                                                 |
| --- | ---------------------------------------------------------------------------------------- |
| Monika Smák(Volejbal Klub Senica) Ewa Cabajewska(Stal Mielec) Natalia Bamber(Gwardia Wrocław) Magdalena Banecka(AZS AWF Poznań) Milena Rosner(Nafta Piła) | Paulina Chojnacka(Piast Szczecin) Ewa Chrostek(ASPS Opole) Emilia Reimus(Gedania Gdańsk) |

| Dalin Equus Myślenice                                 | Dalin Equus Myślenice                                                                                |
| Przychodzą                                            | Odchodzą                                                                                             |
| ----------------------------------------------------- | --- |
| trener Adam Kowalski Katarzyna Jarczewska(Start Łódź) | Karolina Kosek(Stal Bielsko-Biała) Marta Wrzesińska(Stal Mielec) Katarzyna Ostrowska(Piast Szczecin) |

| KS Piast Szczecin | KS Piast Szczecin |
| Przychodzą | Odchodzą |
| --- | --- |
| Paulina Chojnacka(Muszynianka Muszyna) Paulina Dutkiewicz(SMS Sosnowiec) Marta Szymańska(SMS Sosnowiec) Patrycja Krenc(ATSC Wildcats Klegenfurt) | Adrianna Wychowanek(Chemik Police) Katarzyna Ostrowska(Dalin Myślenice) Aleksandra Pazderska(szuka klubu) Agnieszka Wołoszyn-Gliwa(ŁKS Łódź) Arletta Preis(ASPS Opole) |